# Charles Nieman
Charles Nieman es el pastor general del "Abundant Living Faith Center" (en español: Centro de fe Vida Abundante), una meglaiglesia de confesión Cristiana no denominacional que se encuentra en El Paso, Texas (Estados Unidos). En 2008, dicha congregación ocupó el puesto número 41 dentro del escalafón de las Iglesias más influyentes (en término generales) de la revista Outreach Magazine.
En 1977, teniendo veinte años y mientras estudiaba en la Universidad de Texas, Nieman decide convertirse en predicador, teniendo como influencia a Tommy Barnett, Pastor de la Phoenix First Assembly of God (en español: Primera Asamblea de Dios en Phoenix).
Sus primeras prédicas, las realizó en un pequeño ferrocarril de su ciudad natal, con la asistencia de tan solo 20 personas. Desde entonces, la congregación pasó de dos decenas de personas como asistentes a 20.000 miembros. De acuerdo con el Embassy Christian Center (en español: Centro Embajada Cristiana), las prédicas de Niemans hacen énfasis en «la vida abundante que Jesucristo vino a dar». Aparte de sus prédicas, la labor de Charles se genera a través de sus escritos.